# Modo real
El modo real (también llamado modo de dirección real en los manuales de Intel) es un modo de operación del 8086 y posteriores CPUs compatibles de la arquitectura x86. El modo real está caracterizado por 20 bits de espacio de direcciones segmentado (significando que solamente se puede direccionar 1 MB de memoria), acceso directo del software a las rutinas del BIOS y el hardware periférico, y no tiene conceptos de protección de memoria o multitarea a nivel de hardware. Todos los CPUs x86 de las series del 80286 y posteriores empiezan en modo real al encenderse el computador; los CPUs 80186 y anteriores tenían solo un modo operacional, que era equivalente al modo real en chips posteriores.
La arquitectura 286 introdujo el modo protegido, permitiendo, entre otras cosas, la protección de la memoria a nivel de hardware. Sin embargo, usar estas nuevas características requirió instrucciones de software adicionales no necesarias previamente. Puesto que una especificación de diseño primaria de los microprocesadores x86 es que sean completamente compatibles hacia atrás con el software escrito para todos los chips x86 antes de ellos, el chip 286 fue hecho para iniciarse en 'modo real', es decir, en un modo que tenía apagadas las nuevas características de protección de memoria, de modo que pudieran ejecutar sistemas operativos escritos para microprocesadores más viejos. Al día de hoy, incluso los más recientes CPUs x86 se inician en modo real al encenderse, y pueden ejecutar el software escrito para cualquier chip anterior.
Los sistemas operativos DOS (MS-DOS, DR-DOS, etc.) trabajan en modo real. Las primeras versiones de Microsoft Windows, que eran esencialmente un shell de interfaz gráfica de usuario corriendo sobre el DOS, no eran realmente un sistema operativo por sí mismas, corrían en modo real, hasta Windows 3.0, que podía ejecutarse tanto en modo real como en modo protegido. Windows 3.0 podía ejecutarse de hecho en dos "sabores" de modo protegido - el "modo estándar", que corría usando modo protegido, y el "modo mejorado 386", que además usaba direccionamiento de 32 bits y por lo tanto no corría en un 286 (que a pesar de tener modo protegido, seguía siendo un chip de 16 bits; los registros de 32 bits fueron introducidos en la serie 80386). Con Windows 3.1 se retiró el soporte para el modo real, y fue el primer ambiente operativo de uso masivo que requirió por lo menos un procesador 80286 (no contando con el Windows 2.0 que no fue un producto masivo). Casi todos los sistemas operativos modernos x86 (Linux, Windows 95 y posteriores, OS/2, etc.) cambian el CPU a modo protegido o a modo largo en el arranque.